# Hanumanthapura, Chik Ballapur
Hanumanthapura là một làng thuộc tehsil Chik Ballapur, huyện Kolar, bang Karnataka, Ấn Độ.